# Pseudocleomenes
Pseudocleomenes is een kevergeslacht uit de familie van de boktorren (Cerambycidae). De wetenschappelijke naam van het geslacht werd voor het eerst geldig gepubliceerd in 1979 door Hayashi.

## Soorten
Pseudocleomenes is monotypisch en omvat slechts de volgende soort:
- Pseudocleomenes albobifasciatus Hayashi, 1979